# Сесса
Сесса (італ. Sessa) — колишня громада  в Швейцарії в кантоні Тічино, округ Лугано. 2021 року громади Крольйо, Монтеджо, Понте-Треза і Сесса об'єдналися в громаду Треза.

## Географія
Сесса має площу 2,9 км², з яких на 13,1% дозволяється будівництво (житлове та будівництво доріг), 25,9% використовуються в сільськогосподарських цілях, 60,3% зайнято лісами, 0,7% не є продуктивними (річки, льодовики або гори).

## Демографія
2019 року в громаді мешкало 685 осіб (+4,1% порівняно з 2010 роком), іноземців було 20,4%. Густота населення становила 238 осіб/км².
За віковим діапазоном населення розподілялося таким чином: 16,8% — особи молодші 20 років, 55,8% — особи у віці 20—64 років, 27,4% — особи у віці 65 років та старші. Було 328 помешкань (у середньому 2,1 особи в помешканні).
Із загальної кількості 130 працюючих 21 був зайнятий в первинному секторі, 22 — в обробній промисловості, 87 — в галузі послуг.

## Відомі персони
- Іньяціо Кассіс — 176-й Президент Швейцарії, швейцарський політик та медик.